# Neottiura curvimana
Neottiura curvimana là một loài nhện trong họ Theridiidae.
Loài này thuộc chi Neottiura. Neottiura curvimana được Eugène Simon miêu tả năm 1914.